# 土曜特番 (東京12チャンネル)
本項で解説する『土曜特番』（どようとくばん）は、1978年1月7日から1979年6月30日まで東京12チャンネル（現・テレビ東京）が編成していた単発特別番組枠である。その後も1979年7月7日から同年9月29日まで『土曜サマースペシャル』と題して編成されていた。
放送番組はスポーツ番組が中心で、他に怪奇ものの番組や動物番組も放送。また、映画を放送することもあった。

## 放送時間
いずれも日本標準時。

### 土曜特番
- 土曜 19:30 - 20:54 （1978年1月7日 - 1979年3月31日）
- 土曜 20:00 - 20:54 （1979年4月14日 - 1979年6月30日） - 海外アニメ『飛べスーパーマン』の放送開始に伴い、放送枠が30分縮小。

### 土曜サマースペシャル
- 土曜 19:30 - 20:54 （1979年7月7日 - 1979年9月29日） - 『飛べスーパーマン』の終了に伴い、放送枠が30分拡大。